# Diego Ormaechea
Diego Ormaechea (* 19. července 1959 Montevideo) je bývalý uruguayský ragbista, který hrál na vazači. V roce 2019 se dostal jako první Uruguyaec do Síně slávy světového ragby. Mnohými je považován za nejlepšího uruguyaského ragbistu všech dob.
Na MS 1999 se stal nejstarším hráčem, co nastoupil v zápase mistrovství světa. Zároveň jako kapitán položil historicky první pětku Uruguaye na světovém šampionátu. Za svou zemi si připsal 57 zápasů a připsal si 41 pětek. Je vazačem, který v reprezentačních zápasech ze všech zemí položil nejvíce pětek v historii. Na MS 2003 vedl Uruguay jako trenér. 
S klubem Carrasco Polo vyhrál čtrnáctkrát uruguayskou ligu (1981, 1983, 1990–2001). Celou svou kariéru od roku 1979 do roku 2001 strávil v tomto týmu.